# FC Saturn Ramenskoe
FC Saturn Ramenskoe (rusă: Государственное учреждение Московской области Футбольный клуб "Сатурн" Московская область) este un club de fotbal din Moscova, suburbia Ramenskoe. Mai este cunoscut ca FC Saturn Regiunea Moscova (FC Saturn Moskovskaia Oblast). Clubul a fost fondat în 1946. și s-a desființat în 2010 din cauza problemelor financiare.
Porecla “Extratereștrii” (Rusă: инопланетяне) vine de la numele Saturn.
A mai fost numit Krylya Sovetov (1946-1957), Trud (1958-1959) și Saturn-REN TV (februarie 2002 până în ianuarie 2004).
În 2006 clubul a bătut recordul de meciuri egale din Prima Ligă Rusă pe durata unui sezon - 16 egaluri.

## Lotul actual de jucători (2009)
Prima echipă din 28 august 2009 după siteul oficial.
| Nr. |                       | Poziție | Jucător            |
| --- | --------------------- | ------- | ------------------ |
| 1   | Cehia                 | P       | Antonín Kinský     |
| 2   | Ucraina               | F       | Dmytro Parfenov    |
| 3   | Brazilia              | F       | Zelão              |
| 5   | Rusia                 | M       | Aleksei Igonin     |
| 6   | Rusia                 | F       | Dmitri Grachyov    |
| 7   | Rusia                 | M       | Pyotr Nemov        |
| 8   | Bosnia și Herțegovina | A       | Marko Topić        |
| 9   | Rusia                 | M       | Makhach Gadzhiyev  |
| 10  | Rusia                 | M       | Dmitri Loskov      |
| 14  | Rusia                 | A       | Dmitri Kirichenko  |
| 15  | Rusia                 | F       | Ruslan Nakhushev   |
| 16  | Rusia                 | F       | Vadim Evseev       |
| 17  | Belarus               | A       | Vladimir Yurchenko |
| 19  | Slovenia              | F       | Denis Halilović    |

| Nr. |             | Poziție | Jucător             |
| --- | ----------- | ------- | ------------------- |
| 21  | Rusia       | M       | Andrei Karyaka      |
| 24  | Camerun     | F       | Benoît Angbwa       |
| 28  | Rusia       | M       | Vladimir Kuzmichyov |
| 29  | Belarus     | A       | Leonid Kovel        |
| 30  | Rusia       | P       | Aleksandr Makarov   |
| 31  | Ucraina     | M       | Evgeniy Levchenko   |
| 35  | Rusia       | M       | Ivan Temnikov       |
| 37  | Rusia       | M       | Roman Vorobyov      |
| 41  | Rusia       | M       | Aleksandr Sapeta    |
| 61  | Tadjikistan | F       | Farkhod Vasiev      |
| 63  | Rusia       | F       | Yevgeni Malkov      |
| 77  | Rusia       | P       | Artyom Rebrov       |
| 88  | Rusia       | M       | Aleksei Ivanov      |
| 99  | Nigeria     | A       | Solomon Okoronkwo   |

## Echipa a doua
| Nr. |       | Poziție | Jucător           |
| --- | ----- | ------- | ----------------- |
| 42  | Rusia | F       | Fyodor Pronkov    |
| 43  | Rusia | M       | Vitali Zaitsev    |
| 46  | Rusia | M       | Mikhail Spirin    |
| 48  | Rusia | M       | Daniil Mots       |
| 49  | Rusia | M       | Artyom Anisimov   |
| 53  | Rusia | M       | Aleksandr Kolodko |
| 54  | Rusia | F       | Sergei Pervadchuk |
| 55  | Rusia | F       | Mikhail Kuzyaev   |
| 56  | Rusia | M       | Vladimir Sobolev  |
| 57  | Rusia | M       | Artyom Molodtsov  |
| 58  | Rusia | A       | Kirill Kuleshov   |

| Nr. |             | Poziție | Jucător              |
| --- | ----------- | ------- | -------------------- |
| 59  | Rusia       | M       | Aleksandr Medvedev   |
| 62  | Rusia       | M       | Dmitri Nikitinsky    |
| 64  | Rusia       | F       | Sergei Bryzgalov     |
| 65  | Rusia       | P       | Mikhail Filippov     |
| 66  | Rusia       | M       | Aleksandr Grischenko |
| 67  | Azerbaidjan | M       | Emin Makhmudov       |
| 68  | Rusia       | F       | Andrei Kurasov       |
| 69  | Rusia       | M       | Dmitri Zinovich      |
| 70  | Rusia       | M       | Maksim Plopa         |
| 71  | Rusia       | M       | Artyom Bragin        |
| 72  | Rusia       | P       | Vitali Chilyushkin   |

## Jucători notabili
| URSS/Rusia - Iuri Gavrilov - Andrei Kancelskis - Andrei Afanasiev - Nikita Bajenov - Maksim Buznikin - Piotr Bîstrov - Valeri Cijov - Vadim Evseev - Aleksei Igonin - Andrei Kariaka - Valery Kechinov - Evgeni Harlaciov - Dmitri Kirichenko - Valeri Kleimyonov - Dmitri Loskov - Viktor Onopko - Roman Șirokov - Serghei Rîjikov - Vladislav Ternavski - Roman Vorobiov - Valeri Yesipov Țările fostei URSS - Andrei Movsisian - Vladimir Korîtko | - Konstantin Kovalenko - Leonid Kovel - Gogita Gogua - Dmitriy Lyapkin - Edgaras Česnauskis - Rolandas Džiaukštas - Radu Rebeja - Serghei Rogaciov - Oleg Șișkin - Adrian Sosnovschi - Sergei Piskariov - Ahmed Iengurazov - Farkhod Vasiev - Olexandr Gorșkov - Andrii Husin - Evhen Levcenko - Dmitro Parfenov - Oleksandr Pomazun - Viacheslav Sviderski - Pavel Solomin Europa - Samir Duro - Samir Muratović - Omer Joldić - Marko Topić - Antonín Kinský | - Alexei Eremenko - Simon Vukčević - Dušan Petković - Ján Ďurica - Branislav Fodrek - Martin Jakubko - Kamil Kopúnek - Branislav Obžera - Peter Petráš America Centrală - Winston Parks America de Sud - Pablo Horacio Guiñazu - Daniel Montenegro - Fredy Bareiro - Martín Hidalgo - Javier Delgado Africa - Benoît Angbwa - Prince Koranteng Amoako - Baffour Gyan - Illiasu Shilla - Solomon Okoronkwo |